# 复方制剂
复方制剂（英語：compound），也作“复方”或“复方药”或“重方”，是方剂学名词，指几种化学药品或中成药，或化学药品和中成药调配而产生的药品。

## 概念区分

### 复方制剂和生物制剂
1. 化学药品：含两种或两种以上药物成分的制剂，称为复方制剂。
2. 中成药：由两种或两种以上药材组方而成的制剂，称为复方制剂。
3. 生物制剂无单方、复方的区别。